# Why Don't You & I
Why Don't You & I è un brano musicale del 2004 di Carlos Santana. la canzone è scritta ed eseguita da Chad Kroeger front man dei Nickelback ed è stata registrata per l'album di Santana del 2002 Shaman, pubblicato dall'Arista Records. Della canzone ne esiste anche una versione cantata da Alex Band dei The Calling, pubblicata come terzo singolo negli Stati Uniti d'America.
Prodotta ed arrangiata da Lester Mendez, il singolo ha raggiunto la posizione numero 8 della Billboard Hot 100 nei primi mesi del 2004. Di fatto, "Why Don't You & I" è stato l'ultimo singolo di Santana ad entrare nella top ten negli Stati Uniti.

## Classifiche
| Chart (2004)                         | Peak position |
| ------------------------------------ | ------------- |
| US Billboard Hot 100                 | 8             |
| US Billboard Top 40 Tracks           | 3             |
| US Billboard Adult Contemporary      | 16            |
| US Billboard Adult Top 40            | 1             |
| US Billboard Top 40 Adult Recurrents | 1             |